# Mètode clínic
El mètode clínic és el mètode científic aplicat a la pràctica clínica per excel·lència. Té com a objectiu, des del seguiment d’una metodologia més flexible que estricta, el seguiment d’un individu (des d’una estructura més ideogràfica o individualitzada) amb algun desajust d'origen extern o intern, en la majoria dels casos, per a solucionar-lo (cura) i d'altres pocs, per augmentar més la salut (promoció de la salut).

## Procediment
El procediment del mètode com a tal ha anat canviant segons l'enfocament paradigmàtic de la història: la concepció del ‘malalt’ com a tal i l’optimització d’eines en la cura. Tot i així, en l’actualitat, s’ha mantingut una línia genèrica en l'estructura del mètode clínic-científic, basat en l'observació sistemàtica, l'entrevista i l’aplicació de tests; i més en profunditat, constaria, dels següents passos:
1. Formulació del problema: la idea o acceptació de l'existència d’un problema és el primer pas per a sol·licitar ajuda clínica. En aquest primer pas no s'ha de menysprear la subjectivitat de l'existència d'un problema o la gravetat d'aquest, per part del pacient o sol·licitant d'ajuda.
2. Informació primària: Obtenció d'informació mitjançant un interrogatori o examen físic del pacient (donant lloc a la història clínica d’aquest). Prèviament però, per a obtenir una bona història clínica, quant a la seva veracitat i comprensió del pacient (també augmentant així la transferència d'aquest), s'ha de tenir en compte la formulació i resposta de les següents preguntes, en la màxima mesura del possible, doncs a vegades poden ser tant o més útils que un test típic:
  - Qui i com és aquesta persona?
  - Quines causes l'han portat a ser qui és i en quines condicions perllonga la seva personalitat o actituds?
  - Quines potencialitats o limitacions té per a solventar un problema, bàsicament, actual?
3. Formular hipòtesis: presumpció de diagnòstic, (fruit dels resultats de les proves i informació primària o directa obtinguda).
4. Comprovar o negar-la: contrastació del diagnòstic presumptiu mitjançant l'estudi d'evolució del pacient (interpretació de les proves físiques o psíquiques a les quals s’ha sotmès).
5. Exposició dels resultats: La interpretació dels resultats (pel professional) ens guiarà en la formulació, negació o acceptació d’una o diverses hipòtesis.
6. Decisió terapèutica: Iniciar la teràpia òptima corresponent o reiniciar el procés amb un nou enfocament, en cas de diagnosi erroni.
7. Exposició i avaluació dels resultats finals.

## Història
En la història de la Psicologia científica; i obviant la filosofia antecedent, el primer en la creació i ús del ‘mètode clínic’ com a mètode sanitari, fou el psicòleg Nortamericà Lightner Witmer, deixeble del considerat pare de la psicologia científica, Wilhelm Wundt.
Seguidors de tal mètode, amb la seva adaptació, van ser Sigmund Freud, Carl Rogers, John B. Watson i Jean Piaget.

### Orígens
Els primers treballs sobre el mètode (1920 - 1930) recauen sobre Piaget amb els seus ‘Estudis sobre la lògica del nen’; l'estudi d'aquesta mitjançant el pensament verbal, el qual s'explica més endavant. Grosso modo, expliquen la capacitat dels subjectes per a resoldre les diferents tasques experimentals a les quals són exposats.
En una segona etapa, anomenada l'observació crítica (1930 - 1940), Piaget se centrà en l'estudi de les primeres manifestacions de la intel·ligència.
En una última etapa, es formalitza el mètode clínic com a tal (1940 - 1945) amb l’objectiu d’estudiar i entendre el procés de salut o malaltia d’un pacient, establir un bon pronòstic i oferir recomanacions de tractament per tal de resoldre la situació pertinent.

### Corrents i mètodes
Cada etapa o paradigma sustenta uns mètodes psicològics d’aplicació coherents amb el pensament del moment. En la història de la psicologia doncs, es farà una divisió de tres etapes globals (amb un breu resum de cadascuna) i se'n relacionarà els seus mètodes principals, en conseqüència:

#### Psicoanàlisi
La Psicoanàlisi, sustentada en l’obra de Sigmund Freud, s’havia estès tant a camps científics, com socials. El model se centra en l'estudi dels dinamismes psicològics, com a determinants de la conducta exterior, des d’un estat o causa inconscient (processos intrapsíquics).
La ‘cura’ dels problemes, en conseqüència, es troba en les ‘arrels’ de l’individu, majoritàriament relacionats amb la infantesa (molt determinista) o la sexualitat de l’individu.
- Mètode→ Els mètodes utilitzats per arribar a l'inconscient i així, ajudar a l'individu, són coneguts com a mètodes ‘descobridors’, més coneguts com a ‘històrics’, doncs busquen la significació de les experiències primerenques o d'infància, doncs és allà on suposadament hi ha les arrels dels conflictes presents. Es denomina com un procés llarg amb procediments: d'associació lliure, d'interpretació dels somnis, anàlisi d’actes fallits, etc. Molts dels procediments fruits de la teràpia amb el ‘divà’ o tècniques d'hipnosi, relacionades també, amb l'inconscient.

#### Aprenentatge social: Conductisme i Cognitivisme
El model de l'aprenentatge social focalitza la seva atenció i anàlisi al comportament extern, mesurable i observable; tenint en compte els determinants externs del context social i l'aprenentatge com a causes principals. És considerat un model determinista doncs l’origen d’aquest comportament extern recau sobre uns fets o actes precedents empírics, i no de lliure albir de l’individu. Alguns dels seus autors més representatius són John Broadus Watson i Burrhus Frederic Skinner.
- Mètode→ La metodologia del model és coneguda pel seu tipus experimental i d’estricte mesura. El context és de laboratori. Es treballa amb els conceptes de: reforçament, condicionament clàssic, dessensibilització sistemàtica, etc.

El pas del model conductista a un model més cognitivista es donà amb el reconeixement i valoració de les variables internes (pensament i emoció) com a determinants també, en la conducta manifesta. Entre els autors destacats trobem a A. Bandura.
- Mètode→ Seguint la línia del conductisme, es tenen en compte, en el moment de fer un experiment, variables com ‘l'autoeficàcia’ (Bandura), a tenir en compte en les expectatives de les persones que tenen sobre si mateixes, com a factor influent en el comportament.

#### Humanista
El model fenomenològic, existencialista o humanista és una ruptura amb els anteriors. És conegut com la ‘Tercera força’. És un model no determinista; és a dir, assumeix que el precedent d’una conducta no recau en un fet extern o intern, sinó en la pròpia decisió o lliure albir d’hom, donant així una visió positiva i autònoma de l’ésser humà. L’objectiu de tot procés terapèutic és l'autorealització. Els autors més representatius són Carl Rogers, Abraham Maslow i Gordon Allport.
- Mètode→ El mètode es basa en la 'teràpia centrada en el client' (de Carl Rogers) per assumir l'autoconeixement de les fortaleses i potencial d'un mateix i així saber com afrontar els propis problemes per arribar, a la famosa ‘autorealització’ de Maslow.

## Autors destacats

### Piaget
Jean William Fritz Piaget va ser un psicòleg experimental, filòsof i biòleg que va interessar-se per l'epistemologia genètica i va destacar per les seves aportacions de la psicologia evolutiva amb els seus estudis de la infància i la seva teoria del desenvolupament cognitiu.
La majoria de les investigacions que va realitzar en els infants expliquen la capacitat que tenen els subjectes per resoldre problemes.
L'objectiu d'aquesta investigació era verificar l'existència de les diferències qualitatives entre les explicacions i solucions que durien a terme els nens i adolescents vers un problema. Tot i que molts dels fenòmens estudiats, estaven estretament relacionats amb l'àmbit escolar i l'experiència dels individus.
Els resultats indicaven que no sempre els subjectes eren capaços d'aplicar els seus coneixements per a resoldre problemes.
Piaget, va dividir el desenvolupament cognitiu, segons el seu estudi, en quatre estats o fases:
1. Sensoriomotora (0-2 anys) → és una etapa en que el nadó construeix la seva comprensió del món a través de la coordinació de les seves experiències sensorials i motores, és a dir, el nen fa servir esquemes basats únicament en els sentits i en la seva capacitat de moviment.
2. Preoperatòria (2-7 anys) → etapa en la qual el nen desenvolupa la seva capacitat per representar el món a través de les paraules, les imatges i els dibuixos, i en la qual la capacitat simbòlica transcendeix l'experiència immediata.
3. Operacional concreta (7-11 anys) → etapa en què el nen desenvolupa la seva capacitat per realitzar operacions (accions interioritzades que permeten fer mentalment el que abans només es podia dur a terme físicament) i l'aplicació de principis lògics de raonament a problemes concrets.
4. Operacional formal (a partir de los 11-12 anys) → etapa en què els subjectes desenvolupen la capacitat d'abstracció i d'hipòtesi aplicant principis més lògics que en l'etapa anterior.

### Sigmund Freud
Nascut el 6 de maig de 1856 a la ciutat de Freiberg (Alemanya), va ser un neuròleg que va desenvolupar i tenir gran influència en el corrent psicoanalista.
Sigmund Freud va tractar diversos temes en relació amb la psicologia i, al llarg de la seva vida, va anar desenvolupant nous conceptes i creant noves tècniques.
Podem resumir les aportacions de Freud en dues, desenvolupades simultàniament en diferents camps. Una d’aquestes és la teoria de la ment i la conducta humana, mentre que l’altre es tracta de la tècnica terapèutica per ajudar a les persones que tenien malalties mentals. Per la seva relació amb la metodologia clínica, desenvoluparem la segona.
Referent a la Psicoanàlisi, tot coneixement psicoanalista té les seves arrels en la metodologia clínica, i Freud va definir-ho de 3 formes per tal de justificar-ho. Freud diu que la Psicoanàlisi és un procediment per a la investigació de processos anímics poc accessibles; un mètode de tractament de trastorns neuròtics; i una sèrie de coneixements psicològics que, epl seu pes, formen una nova disciplina científica.
Mentre Freud desenvolupava el mètode psicoanalista, varen sorgir moltes persones que s’oposaven a tal. I amb el pas del temps, la discussió sobre la validesa d’aquest mètode es va accentuar encara més. Molts dubtaven de l’acceptació del mètode psicoanalític com a mètode clínic pel grau de rigidesa o creença en aquest, inclús tractat com a 'únic mètode', tot i la seva escassa evidència empírica.

### John Broadus Watson
Nascut el 9 de gener de 1878 a la ciutat de Greenville, a Carolina del Sud (EUA), va ser un dels psicòlegs amb més importància durant el segle XX al continent americà. Conegut actualment com un dels fundadors del Conductisme, va crear l’Escola Psicològica Conductista i actualment és reconegut, junt amb Ivan Pavlov, com un dels autors més destacats del condicionament clàssic.
La transcendència de Watson i el condicionament clàssic no va ser tan destacada com la de Pavlov, tot i que l’americà fou el que ho va introduir als Estats Units, on va tenir un gran impacte en el sistema educatiu.
Un altre fet pel que se’l coneix és per l'experiment que va desenvolupar de manera controvertida conegut com el “Petit Albert”, que tractava sobre el condicionament de la por amb un nen, nom del qual es deu l'experiment. Posteriorment, aquest treball va formar les bases de l'aprenentatge i el tractament d’algunes psicopatologies, com per exemple les fòbies, estudiades actualment.
J.B. Watson va desenvolupa el conductisme des d'una perspectiva radical i antimentalista. No estava d’acord amb la psicoanàlisi de Sigmund Freud, ja que creia que l'estudi de la consciència no podia ser abarcat per la psicologia si aquesta, es tractava d’una ciència. Així doncs, Watson només entenia la psicologia relacionada amb la conducta observable i mesurable.
Pel que fa al mètode, Watson entenia que l’anàlisi de les conductes era l'única manera d’aconseguir comprendre el pensament humà i, per tant, un mètode específic i experimental en la Psicologia propi de les ciències naturals. Aquest mètode científic, seria útil a l’hora d'observar, mesurar i preveure variables que intervenien en la conducta humana o animal i, alhora, s’allunyà del mètode qualificat de 'subjectiu', i desenvolupat per Freud.
D’aquesta manera va aconseguir establir unes bases del que avui en dia coneixem com a “Conductisme metodològic”, que fins al moment ha anat creixent amb el pas del temps.

### Carl Rogers
Nascut el 8 de gener de 1902 fou un psicòleg clínic que va formular la teoria sobre la "teràpia centrada en el client", també proposà una educació humanística basada en la experiència de l'alumne, l'objectiu de la qual és l'aprenentatge significatiu o experiencial.

#### Tèrapia centrada en el client
En els seus inicis com a psicòleg va aplicar els mètodes psicoanalítics ortodoxos que hi havia per tractar als seus pacients. El principal autor que va guiar-lo per aplicar aquest mètode va ser William Healey (1869-1963); un psicoanalista que va fundar una de les primeres clíniques als Estats Units. Després d'unes quantes aplicacions, els resultats d'aquest sistema van resultar nuls per tractar els pacients, motiu pel qual Rogers va prendre la decisió d'abandonar-los.
Les dues corrents que van formar l'enfocament de Rogers durant aquella època (anys 30) van ser la de Otto Rank (1884-1939) que parlava de la independència dels pacients; i la de Jessie Taft (1882-1960), que posava en pràctica una teràpia de relaxació que prescindia del control conductual dels pacients, la qual més tard, es van enfortir amb la innovació de la seva tècnica de 'teràpia centrada en el client'.

#### Educació humanista
D’altra banda, Rogers parla de l'aprenentatge significatiu: una educació que deixa petjada a la persona i que passa a formar part de l’acumulació intel·lectual, cultural, afectiu, espiritual i existencial que l’individu viu.
Cal esmentar que aquest aprenentatge és la relació dels nous coneixements amb els coneixements i les experiències anteriors. Les idees de Rogers sobre l'ensenyament eren revolucionàries, ja que Rogers plantejava que la funció del professor, s'originava un clima d’acceptació i confiança en el grup o un altre. Pel funcionament òptim del grup doncs, l’instructor ha d’acceptar el grup i a cadascun dels individus que el formen tal com són, sense jutjar-los. Per acabar, Rogers va parlar també de l'aprenentatge terapèutic.